# Wallace Chung
 (mars 2022).
La mise en forme du texte ne suit pas les recommandations de Wikipédia : il faut le « wikifier ».
Les points d'amélioration suivants sont les cas les plus fréquents. Le détail des points à revoir est peut-être précisé sur la page de discussion.
- Les titres sont pré-formatés par le logiciel. Ils ne sont ni en capitales, ni en gras.
- Le texte ne doit pas être écrit en capitales (les noms de famille non plus), ni en gras, ni en italique, ni en « petit »…
- Le gras n'est utilisé que pour surligner le titre de l'article dans l'introduction, une seule fois.
- L'italique est rarement utilisé : mots en langue étrangère, titres d'œuvres, noms de bateaux, etc.
- Les citations ne sont pas en italique mais en corps de texte normal. Elles sont entourées par des guillemets français : « et ».
- Les listes à puces sont à éviter, des paragraphes rédigés étant largement préférés. Les tableaux sont à réserver à la présentation de données structurées (résultats, etc.).
- Les appels de note de bas de page (petits chiffres en exposant, introduits par l'outil «  Source ») sont à placer entre la fin de phrase et le point final[comme ça].
- Les liens internes (vers d'autres articles de Wikipédia) sont à choisir avec parcimonie. Créez des liens vers des articles approfondissant le sujet. Les termes génériques sans rapport avec le sujet sont à éviter, ainsi que les répétitions de liens vers un même terme.
- Les liens externes sont à placer uniquement dans une section « Liens externes », à la fin de l'article. Ces liens sont à choisir avec parcimonie suivant les règles définies. Si un lien sert de source à l'article, son insertion dans le texte est à faire par les notes de bas de page.
- La présentation des références doit suivre les conventions bibliographiques. Il est recommandé d'utiliser les modèles {{Ouvrage}}, {{Chapitre}}, {{Article}}, {{Lien web}} et/ou {{Bibliographie}}. Le mode d'édition visuel peut mettre en forme automatiquement les références.
- Insérer une infobox (cadre d'informations à droite) n'est pas obligatoire pour parachever la mise en page.

Pour une aide détaillée, merci de consulter Aide:Wikification.
Si vous pensez que ces points ont été résolus, vous pouvez retirer ce bandeau et améliorer la mise en forme d'un autre article.
Wallace Chung, Chung Hon-leung (chinois simplifié : 钟汉良 ; chinois traditionnel : 鍾漢良 ; pinyin : Zhong Hànliáng ; né le 30 novembre 1974) est un acteur, chanteur et danseur hongkongais. Il est connu surtout pour sa carrière d’acteur et d’interprète de pop music.
Chung a été classé 68e sur la liste Forbes China Celebrity 100 en 2013, 94e en 2014, 45e en 2015, 31e en 2017

## Carrière

### 1993-1998: compositeur-interprète
En 1993, Chung a débuté la carrière d'acteur avec le rôle Kenny Bee, membre du groupe The Wynners, dans le téléfilm biographique de la chaine TVB de Hong Kong, The Chord to Victory.
En 1995, il s'est installé à Taïwan pour se consacrer à sa carrière de chanteur sous la direction du producteur Samuel Tai, et a ensuite signé un premier contrat avec Music Impact (BMG). En juillet de la même année, son premier single OREA est sorti. La chanson-titre éponyme s'est hissée rapidement au premier rang et restait en tête des hit-parades pendant de nombreuses semaines ; puis en décembre, son deuxième album, By Your Side, lui a valu le titre de meilleur interprète de Taïwan pendant deux années consécutives. Grâce à ces débuts réussis, Chung a fait son entrée remarquable dans l'industrie du spectacle. Les médias taïwanais le surnommaient le "Petit Soleil".
En juillet 1996, il faisait ses débuts au cinéma avec un role dans le long métrage Hi Sir dans lequel Chung a également contribué à la bande originale en interprétant la chanson thème Ai Bu Shi Shou. Hi Sir était en tête du box-office et devenait le plus gros succès de l'été 1996. En octobre, il a produit un nouvel album, cette fois en langue cantonaise, intitulé Present, se lançant officiellement dans l'industrie musicale de Hong Kong.
En octobre 1998, son sixième album est sorti, Hello, How Are You dont la chanson Subway a été nommée aux Golden Melody Awards pour la meilleure composition. Chung a également reçu des éloges pour avoir composé la plupart de ses chansons, notamment Really Like Me, Us et I Really Want to Know, etc.

### 1999-2009: acteur
À partir de 1999, Chung s'est installé en Chine pour poursuivre sa carrière d'acteur avec un premier rôle principal à la télévision dans le drame Wuxia Windstorm. En suite, en 2001, Chung a tenu un rôle d'honneur dans le drame panasiatique à succès Meteor Garden.
Entre temps, il y a repris sa carrière de chanteur en 2004 en sortant son septième album en mandarin, Soul Man. L'album a reçu de très bonnes critiques.
En 2006, Chung a joué dans Secret History of Kangxi, où il a interprété un célèbre poète chinois, Nalan Xingde; en 2008, il a joué dans Royal Tramp, où il a interprété l'empereur Kangxi. En ce début de sa carrière d'acteur, Chung était salué pour son jeu et son interprétation de ces deux protagonistes de la dynastie Qing. 
En 2009, Chung a joué dans King of Shanghai . Il a été nommé pour le prix de l'acteur le plus populaire au Festival de la télévision de Shanghai.

### 2011-2014: une popularité croissante
En 2010, Chung a joué dans le mélodrame romantique Too Late to Say Loving You, dans lequel il incarnait Mu Rongfeng. La série était devenue l'œuvre culte des chinois, elle permettait à Chung de gagner une grande notoriété et augmenter sa popularité en Chine continentale, en particulier auprès du public féminin.
En janvier 2010, Chung a produit son onzième album en langue mandarinale, All Eyes On Me. Dès sa sortie en Chine continentale en octobre, l'album est arrivé en tête des classements et Chung a remporté le prix de la meilleure interprétation masculine aux Beijing Pop Music Awards. Chung a de nouveau remporté le prix en 2011, avec son single One Day We Will Grow Old. La chanson a également été élue une des 10 meilleures chansons de l'année.
En octobre 2011, il a réalisé son premier concert solo Wallace S-Party Concert au gymnase Luwan de Shanghai.
En 2012, il a joué dans le drame d'espionnage Imminent Crisis. L'interprétation de Chung lui a valu la nomination du prix "le meilleur acteur de série télévisée" de Hong Kong et de Taïwan lors du 26e China TV Golden Eagle Award ainsi que celui de l’acteur le plus populaire lors du 9e China Golden Eagle TV Art Festival. Chung a acquis une plus grande notoriété en Chine continentale grâce à ce drame Imminent Crisis, faisant de lui le premier et le seul acteur de Hong Kong jusqu’à ce jour à être nommé au China TV Golden Eagle Award. L’année suivante, Chung a de nouveau été nommé pour ce prix avec son rôle principal dans le drame Wuxia The Magic Blade (2012), adapté du roman du même titre de Gu Long. Il a enfin obtenu le titre du meilleur acteur au 3e LeTV awards.
En 2013, Chung a joué dans le drame romantique Best Time, adapté du roman The Most Beautiful Time de Tong Hua qui a connu un grand succès d'audience. Le rôle lui a valu le prix du meilleur acteur de la région de Hong Kong et de Taïwan lors du 4e LeTV awards.
En 2014, Chung a joué un double rôle dans le drame The Stand-In, adapté du roman Bodyguards and Assassins, qui a été nommé pour le prix de l'excellente série télévisée au Flying Apsaras Awards.
Il a également joué aux côtés de Feng Shaofeng et Chen Bolin dans le film comique de road trip The Continent, réalisé par Han Han.

### 2015–présent: artiste de grande notoriété
En 2015, Chung a tenu le rôle principal dans le mélodrame romantique My Sunshine, adapté du roman La Séparation en silence écrit par Gu Man. Le film a connu un grand succès dans toute l’Asie, ce qui a propulsé Chung vers une immense popularité en Chine et en Asie. Grâce à ce rôle, il a remporté le grand prix Asia Star au Seoul International Drama Awards 2015. En cette même année, il a annoncé ses débuts de réalisateur dont sa première œuvre, Sandglass, un film pour la jeunesse adapté d’un roman de l'auteur à succès Rao Xueman.
En décembre 2015, Chung a sorti un nouvel album intitulé Sing For Life, et a réalisé sa tournée nationale "Sing For Life", débutant à Shanghai le 20 février 2016, et ensuite à Guangzhou, Shenzhen et Pékin.
En 2016, Chung a joué dans la comédie d'action - une coproduction chinoise-coréenne - Bounty Hunters, réalisée par Shin Terra, aux côtés de Tiffany Tang et de l'acteur coréen Lee Min-ho, puis un rôle dans le thriller policier Tik Tok. Cette même année Chung a joué l'antagoniste dans le film policier Three, qui met également en vedette Zhao Wei et Louis Koo. Ce rôle lui a valu le prix du meilleur acteur lors du prestigieux 19e China Movie Channel Media Award.
En 2018, Chung a joué dans le drame romantique moderne Memories of Love aux côtés de Jiang Shuying[33], et dans le mélodrame romantique All Out of Love avec Sun Yi et Ma Tianyu.
En 2019, Chung a tenu un rôle principal dans le film de guerre Libération réalisé par Li Shaohong et le film romantique Adoring[réf. nécessaire].
En 2020, Chung a joué le rôle principal dans le drame historique The Sword and the Brocade aux côtés de l'actrice Tan Songyun. Cette série télévisée a obtenu une excellente audience dans toute la Chine, en Corée et est devenue la série préférée de l’année 2021.
En 2021, Chung continue de se briller dans le rôle principal aux côtés  de Li Xiaoran dans Because of Love qui atteint une audience historique de la chaine CCTV8 en Chine. Les critiques chinois saluent à l’unanime le jeu de l’acteur et le qualifie un des rôles marquants de sa carrière.

## Filmographie

### Cinéma
- 1996 : Hi Sir (超級班長) : Dong Zhenwu
- 1997 : Fight or Die (英雄向後轉) : Lin Zongguan
- 1997 : Love Is Not a Game But a Joke (飛一般愛情小說) : Leslie
- 1998 : Bad Girl Trilogy (惡女列傳) : Liang
- 1998 : Another (別戀) : Zhou Han
- 2000 : Forever Young (今生有約)
- 2008 : Duel for Love (鬥愛) : Chu Sinan
- 2009 : Huo Xian Zhui Xiong (火線追兇) : Detective Zhong Lang
- 2009 : Evening of  Roses (夜玫瑰) : Ke Zhihong
- 2012 : Secret Garden (秘密花園) : Jin Zhuyuan
- 2013 : Drug War (毒戰) : Guo Weijun
- 2013 : To Love God (愛神來了) : Si Song
- 2014 : Meet Miss Anxiety (我的早更女友) : Liu Chong
- 2014 : Girls (閨蜜) : Lin Jie
- 2014 : The Continent (后會無期) : A Lv
- 2015 : Monster Hunt (捉妖记) : Ge Qianhu
- 2016 : The Wasted  Times (罗曼蒂克消亡史) : Professeur de danse
- 2016 : Tik Tok (惊天大逆转) : Guo Zhiyong / Guo Zhihua
- 2016 : Bounty Hunters (賞金獵人) : Wang Boyou
- 2016 : Three (三人行) : Cheung Lai-shun
- 2019 : Adoring (宠爱) : Li Xiang
- 2019 : Liberation (解放了) : Yao Ji

### Séries télévisées
- 1993 : The Chord to Victory (少年五虎) : Kenny Bee
- 1993 : Mind Our Own Business (開心華之里) : Siu Kwong-wai
- 1994 : Conscience (第三類法庭) : Cham Wang-leung
- 1994 : Journey of Love (親恩情未了) : Cheung Ka-keung
- 1995 : Detective Investigation Files (刑事偵緝檔案) : Lam Yan-chi
- 1999 : Windstorm (白手風雲) : Chu Yun
- 2000 : Sweetheart (上錯樓梯睡錯床) : Hsu Kuo-tai
- 2001 : Feng Chen Hu Die (風塵舞蝶) : Bao Wangchun
- 2001 : Meteor Garden (流星花園) : Song
- 2001 : Qian Si Wan Lu (千絲萬縷) : Han Yuntian
- 2002 : Secretly in love with you (偷偷愛上你) : Chiang Cheng-fei
- 2002 : The Four Detective Guards (四大名捕会京师) : Chaser
- 2003 : Hi! Working Girl (Hi！上班女郎) : Johnny
- 2004 : Treacherous Waters (逆水寒) : Gu Xizhao
- 2004 : Mo Jie Zhi Long Zhu (魔界之龙珠) : Lu Yi
- 2005 : The Midnight Sun (午夜陽光) : Yu Youhe
- 2006 : Secret History of Kangxi (康熙秘史) : Nalan Xingde
- 2007 : The Patriotic Knights (俠骨丹心) : Li Nanxing
- 2007 : Rose Martial World (玫瑰江湖) : Mu Sheng
- 2008 : Royal Tramp (鹿鼎記) : Kangxi Emperor
- 2009 : Undercover (內線) : Liang Dongge
- 2009 : Let's Dance (不如跳舞) : Luo Peng
- 2009 : Too Late to Say Loving You (來不及說我愛你) : Murong Feng
- 2009 : King of Shanghai (上海王) : Yu Qiyang (A'qi)
- 2010 : No Choice (別無選擇) : Qi Tianbai
- 2010 : Under the Bodhi Tree (菩提樹下) : Guan Houpu
- 2011 : Imminent Crisis (一觸即發) : Yang Muchu / Yang Muci
- 2012 : The Magic Blade (天涯明月刀) : Fu Hongxue
- 2013 : Best Time (最美的時光) : Elliott Lu
- 2013 : The Demi-Gods  and Semi-Devils (天龍八部) : Qiao Feng /  Xiao Feng
- 2014 : The Stand-in (十月圍城) : Li Chongguang/Wang Asi
- 2014 : The City of Warriors (勇士之城) : He Pingan
- 2015 : My Sunshine (何以笙簫默) : He Yichen
- 2017 : General and I (孤芳不自賞) : Chu Beijie
- 2018 : Memories of Love (一路繁花相送) : Lu Fei
- 2018 : All Out of Love (凉生，我们可不可以不忧伤) : Cheng Tianyou
- 2020 : Healing Love (幸福的理由) : Fang Hao Sheng
- 2021 : The Sword and The Brocade (锦心似玉) : Xu Lingyi
- 2022 : Because of Love (今生有你) : Nie Yu Sheng

### Émissions de télévision
- 1994 : K-100 : Hôte
- 2005 : Super Girl (超級女聲) : Juge
- 2006 : Dancing with Stars (舞林大會) : Compétiteur
- 2014 : The Amazing Race China (極速前進（第一季）) : Compétiteur
- 2015 : Back To High School (我去上學啦（第一季）) : Hôte
- 2020 : Street Dance of China - Super X (這!就是街舞（第三季）) : Juge (4. Capitaine)
- 2021 : Summer Youth (夏日少年派（第一季）) : Hôte

## Discographie

### Albums
| Année | Titre en anglais    | Titre original      | Langue             | Genre             |
| ----- | ------------------- | ------------------- | ------------------ | ----------------- |
| 1995  | OREA                | OREA                | Mandarin           | Studio album      |
| 1995  | By Your Side        | 在你身邊            | Mandarin           | Studio album      |
| 1996  | Miracle             | 奇蹟                | Mandarin           | Studio album      |
| 1996  | Present             | 一千種不放心 / 禮物 | Cantonais          | Studio album      |
| 1997  | Passionate          | 親熱                | Mandarin           | Studio album      |
| 1997  | Zi Lian Wu Xing Ji  | 自戀舞星級          | Mandarin Cantonais | Compilation album |
| 1998  | Do You Love Him?    | 妳愛他嗎?           | Mandarin           | Studio album      |
| 1998  | Hello, How Are You? | 鍾情二次方          | Mandarin           | Studio album      |
| 2000  | Most Exciting       | 最是精彩            | Mandarin           | Best album        |
| 2004  | Soul Man            | 流向巴黎            | Mandarin           | Studio album      |
| 2010  | All Eyes On Me      | 視覺動物            | Mandarin           | Studio album      |
| 2015  | Sing For Life       | 乐作人生            | Mandarin           | Extended play     |

### Singles
| Année | Titre en anglais           | Titre original   | Album                                       | Notes |
| ----- | -------------------------- | ---------------- | ------------------------------------------- | ----- |
| 2003  | "On Fire"                  | 著火             | Feng Chen Hu Die OST                        |       |
| 2003  | "White Jasmine"            | 白色茉莉花       | Feng Chen Hu Die OST                        |       |
| 2006  | "A Million Screams"        | 一萬次呼喊       | Secret History of Kangxi OST                |       |
| 2006  | "Fine Day"                 | 風和日麗         | N/A                                         |       |
| 2007  | "Reason to be Happy"       | 幸福的理由       | N/A                                         |       |
| 2011  | "One Day We Will Grow Old" | 有一天我们都会老 | N/A                                         |       |
| 2011  | "The Magic Blade"          | 天涯明月刀       | The Magic Blade OST                         |       |
| 2013  | "To Love God"              | 愛神             | To Love God OST                             |       |
| 2013  | "Tian Xia Zhi Feng"        | 天下之風         | N/A                                         |       |
| 2014  | "Gu Lang Xiang"            | 故鄉香           | The Stand-In OST                            |       |
| 2014  | "Zhong Guo Shan"           | 中國山           | The Stand-In OST                            |       |
| 2015  | "What Is Love"             | 何以愛情         | My Sunshine OST                             |       |
| 2015  | "Ordinary Person"          | 普通人           | Hollywood Adventures OST                    |       |
| 2015  | "Qi Shu"                   | 奇书             | Monster Hunt OST                            |       |
| 2017  | "A Lonesome Fragrance"     | 一支孤芳         | General and I OST                           |       |
| 2018  | "Love that is Not Sad"     | 不忧伤的爱       | All Out of Love OST                         |       |
| 2019  | "Adoring"                  | 宠爱             | Adoring OST                                 |       |
| 2021  | "Fallen Ink"               | 落墨             | The Sword and The Brocade Ending Theme Song |       |

## Prix et nominations

### Films et séries télévisées
| Année | Compétition                                    | Distinction                                           | Œuvres                     | Résultat | Réf. |
| ----- | ---------------------------------------------- | ----------------------------------------------------- | -------------------------- | -------- | ---- |
| 2009  | 15th Shanghai Television Festival              | Most Popular Actor                                    | King of Shanghai           | Nommé    |      |
| 2010  | 14th China Music Awards                        | Best TV Actor Award (Hong Kong/Taiwan)                | King of Shanghai           | Nommé    |      |
| 2010  | 14th China Music Awards                        | Best Trend-Setting Actor                              | King of Shanghai           | Lauréat  |      |
| 2011  | 15th China Music Awards                        | Best TV Actor Award (Hong Kong/Taiwan)                | Too Late to Say Loving You | Nommé    |      |
| 2011  | 3rd China TV Drama Awards                      | Most popular couple (with Li Xiaoran)                 | Too Late to Say Loving You | Lauréat  |      |
| 2012  | 26th China TV Golden Eagle Award               | Audience's Choice for Actor                           | Imminent Crisis            | Nommé    |      |
| 2012  | 9th China Golden Eagle TV Art Festival         | Most Popular Actor                                    | Imminent Crisis            | Nommé    |      |
| 2012  | 9th China Golden Eagle TV Art Festival         | Audience's Favorite TV Drama Actor (Hong Kong/Taïwan) | Imminent Crisis            | Lauréat  |      |
| 2012  | 4th China TV Drama Awards                      | Most Appealing Actor                                  | N/A                        | Lauréat  |      |
| 2012  | 4th China TV Drama Awards                      | Most Popular All-Rounded Artist                       | N/A                        | Lauréat  |      |
| 2013  | 5th China TV Drama Awards                      | Influential Figure of the Year                        | N/A                        | Lauréat  |      |
| 2013  | 5th China TV Drama Awards                      | Most Popular Actor (Hong Kong/Taiwan)                 | Best Time                  | Lauréat  |      |
| 2014  | 6th China TV Drama Awards                      | Television Figure of the Year                         | The Stand-In               | Lauréat  |      |
| 2014  | 6th China TV Drama Awards                      | Media Recommended Actor                               | N/A                        | Lauréat  |      |
| 2014  | 10th China Golden Eagle TV Art Festival        | Audience's Favorite TV Drama Actor (Hong Kong/Taiwan) | The Magic Blade            | Nommé    |      |
| 2015  | 10th Seoul International Drama Awards          | Asia Grand Star Award                                 | My Sunshine, The Stand-in  | Lauréat  |      |
| 2016  | 19e Festival international du film de Shanghai | Best Actor                                            | Three                      | Lauréat  |      |
| 2016  | 12th Guangzhou Student Film Festival           | Most Popular Actor                                    | Three                      | Lauréat  |      |
| 2019  | 12th Best 10 China TV Awards                   | Best 10 Actors                                        |                            | Lauréat  |      |

### Musique
| Année | Compétition                        | Distinction                                 | Œuvre                    | Résultat | Ref. |
| ----- | ---------------------------------- | ------------------------------------------- | ------------------------ | -------- | ---- |
| 2011  | 18th Beijing Pop Music Awards      | Best Male Stage Performance                 | N/A                      | Lauréat  |      |
| 2011  | Music Radio China Top Chart Awards | Most Popular Male Singer (Hong Kong/Taiwan) | N/A                      | Lauréat  |      |
| 2011  | 11th China Original Song Award     | Best Male Stage Performance                 | N/A                      | Lauréat  |      |
| 2011  | 11th China Original Song Award     | Most Popular Male Singer (Hong Kong/Taiwan) | N/A                      | Lauréat  |      |
| 2011  | 9+2 Music Pioneer Awards           | All-Rounded Artist of the Year              | N/A                      | Lauréat  |      |
| 2011  | 9+2 Music Pioneer Awards           | Most Popular Singer                         | N/A                      | Lauréat  |      |
| 2011  | 9+2 Music Pioneer Awards           | Most Popular Song                           | One Day We Will Grow Old | Lauréat  |      |
| 2012  | 19th Beijing Pop Music Awards      | Best Male Stage Performance                 | N/A                      | Lauréat  |      |
| 2012  | 19th Beijing Pop Music Awards      | Songs of the Year                           | One Day We Will Grow Old | Lauréat  |      |
| 2014  | 1st China Top Hits Awards          | Best All-Rounded Artist                     | Tian Xia Zhi Feng        | Lauréat  |      |
| 2014  | 1st China Top Hits Awards          | Best Male Stage Performance                 | To Love God              | Lauréat  |      |
| 2014  | 1st China Top Hits Awards          | Top 10 Songs                                | Zhong Guo Shan           | Lauréat  |      |
| 2015  | Top Chinese Music Awards           | Most Popular Television OST                 | Zhong Guo Shan           | Lauréat  |      |
| 2016  | Top Chinese Music Awards           | Most Popular Album                          | Sing For Life            | Lauréat  |      |